# Love Is Beautiful
Love Is Beautiful è il decimo album in studio del gruppo rock giapponese Glay, pubblicato nel 2007.

## Tracce
1. Rock'n'Roll Swindle (Album Ver.) - 4:01
2. Henna Yume -Thousand Dreams- (変な夢 〜THOUSAND DREAMS〜?) - 3:45
3. 100 Mankai no Kiss (100万回のKISS?) - 4:50
4. Natsuoto (夏音?) - 5:04
5. American Innovation - 3:55
6. Answer (Album Ver.) - 5:15
7. Bokutachi no Shouhai (僕達の勝敗?) - 5:41
8. Saragi no Tou (サラギの灯?) - 5:49
9. World's End - 3:36
10. Scream (Album Ver.) - 4:43
11. Koi (恋?)  5:15
12. I Will - 5:51
13. Layla (Album Ver.) - 5:38
14. Mirror - 5:50